# Radclyffe Hall
Pour les articles homonymes, voir Hall.
Œuvres principales
- Le Puits de solitude (1928)

Radclyffe Hall, née Marguerite Radclyffe-Hall le 12 août 1880 à Bournemouth, dans le comté du Dorset, et morte le 7 octobre 1943 à Londres, est une poétesse et romancière britannique, autrice de huit romans, dont le roman Le Puits de solitude (The Well of Loneliness) révolutionnaire dans la littérature lesbienne.

## Biographie

### Jeunesse

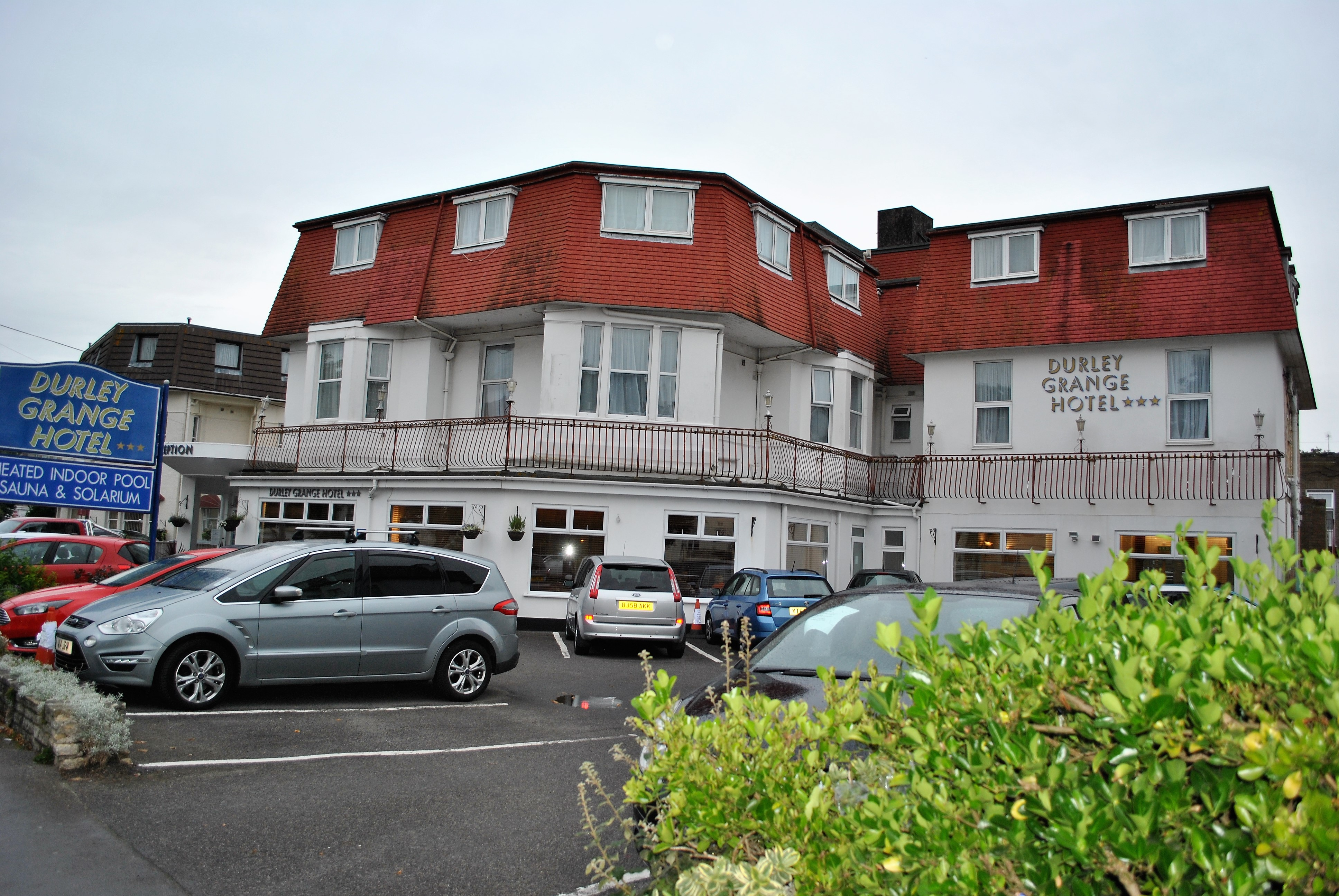
Sunny Lawn, Bournemouth, Dorset.

Née en 1880 à "Sunny Lawn", Durley Road, Bournemouth, Hampshire (aujourd'hui Dorset) dans une famille fortunée, d'un riche père philanthrope, Radclyffe Radclyffe Hall, et d'une mère instable, Mary Jane Diehl. Elle est délaissée par ses parents pendant son enfance. Son beau-père était le professeur de chant Albert Visetti, qu'elle n'aimait pas et qui a eu une relation tumultueuse avec sa mère,.
Elle fait ses études au King's College de Londres, puis en Allemagne.
Passionnée par les recherches en sexologie de Havelock Ellis, Hall se définit elle-même comme « invertie »  en empruntant un terme aux écrits de Havelock Ellis et à d'autres sexologues du tournant du siècle. Ayant atteint l'âge adulte sans vocation, elle a passé une bonne partie de la vingtaine à poursuivre des femmes qu'elle a finalement perdues à leurs mariages.

### Amour avec Mabel Batten

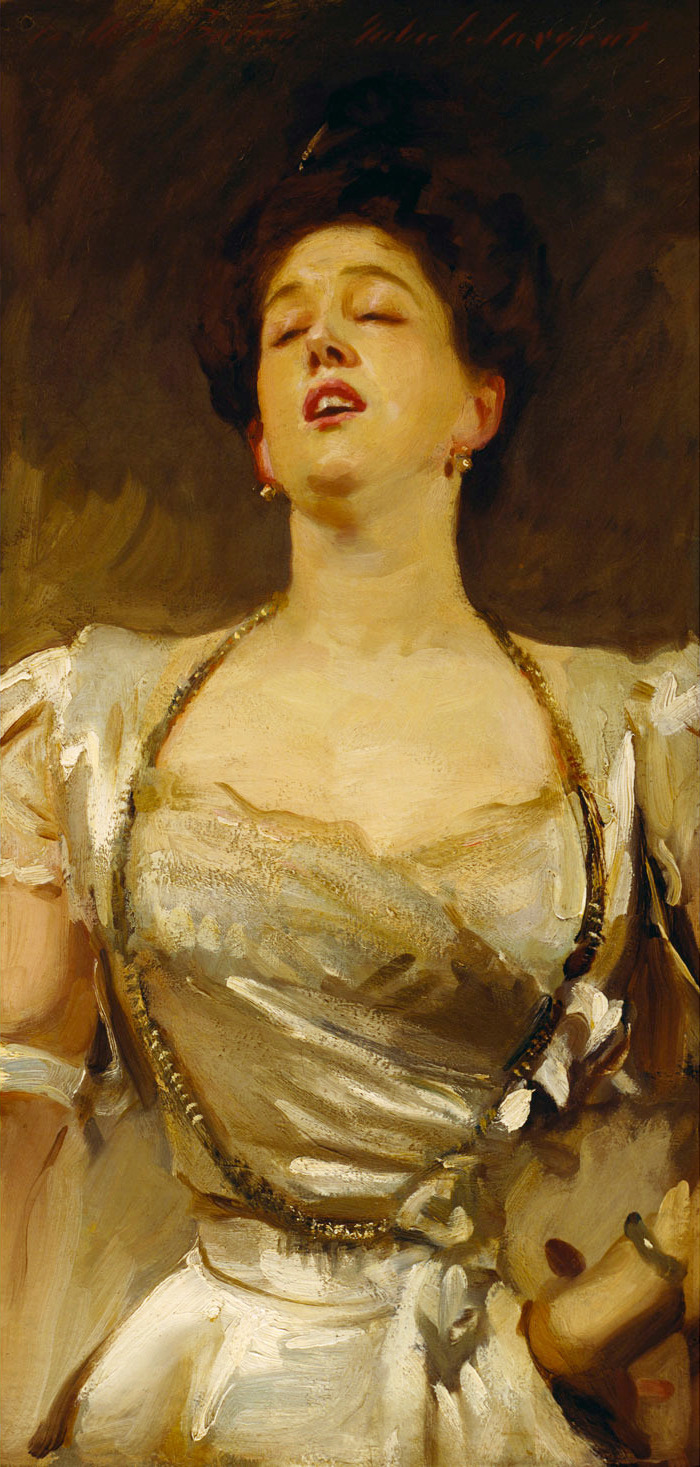
Mabel Batten a chanté pour John Singer Sargent tandis qu'il peignait son portrait, vers 1897.

En 1907, à la station thermale de Bad Homburg en Allemagne, elle rencontre Mabel Batten, une chanteuse de lieder (surnommée « Ladye »). Batten avait 51 ans, était mariée, avait une fille adulte et des petits-enfants. Hall avait 27 ans.
Elles s'éprennent l'une de l'autre et s'installent en couple à la mort du mari de Mabel. À cette époque, Radclyffe Hall est connue pour son apparence masculine, accentuée par le port constant d'habits masculins. Mabel Batten la surnomme « John », surnom qu'elle continue d'employer toute sa vie.

### Amour avec Una Troubridge
En 1915, Radclyffe Hall tombe amoureuse d'Una Troubridge (1887-1963), une cousine de Mabel qu'elle avait rencontrée en 1905 à Hombourg, sculptrice qui était l'épouse du vice-amiral Ernest Troubridge et mère d'une jeune fille. Batten mourut l'année suivante.
En 1917, Radclyffe Hall et Una Troubridge commencent à vivre ensemble. De 1924 à 1929, elles vivent au 37 Rue de Hollande, Kensington, à Londres. Durant les années 1930, elles habitent également la petite ville de Rye, Sussex de l'Est, connue pour ses nombreux écrivains, dont le romancier E. F. Benson, contemporain de Hall.
Leur relation durera jusqu'à la mort de Hall.
Elle publie en 1928 son roman Le Puits de solitude (The Well of Loneliness) qui provoque le scandale. Traduit en français, l'ouvrage est interdit en Grande-Bretagne malgré le soutien de Virginia Woolf, Edward Morgan Forster et Vita Sackville-West, mais il connaît un grand succès aux États-Unis.

### Amour avec Evguenia Souline
En 1934, Radclyffe Hall tombe amoureuse d'une émigrée russe, Evguenia Souline, avec qui elle a une liaison de longue durée que Troubridge tolère douloureusement.
Hall aura des relations avec d'autres femmes tout au long des années 1930.

### Fin de vie
En 1943, elle meurt à l'âge de 63 ans d'un cancer du côlon. Sur son lit de mort, elle révoque un précédent testament allouant une rente à Evguenia Souline, pour tout léguer à Una Troubridge, en lui demandant de prendre soin de Souline. Troubridge n'accorde cependant qu'un petit pécule à cette dernière.
Radclyffe Hall est inhumée au cimetière de Highgate dans le Nord de Londres, à l'entrée de la chambre de la famille Batten où Mabel est également enterrée.

### Reconnaissance et Distinctions
En 1930, elle reçut la médaille d'or du Eichelbergher Humane Award.
Elle fut membre du PEN club, du Conseil de la Society for Psychical Research et membre de la Zoological Society of London.
Radclyffe Hall figurait au seizième rang parmi les 500 meilleurs héros lesbiens et gays dans The Pink Paper.

## Contexte d'écriture
Le premier roman de Hall fut The Unlit Lamp, l'histoire de Jeanne Ogden, une jeune fille qui rêve de s'installer dans un appartement à Londres avec son amie Elizabeth (un soi-disant mariage de Boston) et d'étudier pour devenir médecin, mais se sent piégée par sa mère manipulatrice dépendante émotionnellement d'elle.
Sa longueur et sa sévérité en fit un livre difficile à vendre. Hall choisit donc délibérément un thème plus léger pour son roman suivant, une comédie sociale intitulée The Forge. Alors qu'elle avait utilisé son nom complet pour ses premières collections de poésie, elle l raccourcit alors en à M. Radclyffe Hall pour The Forge. Le livre connut un succès modeste, faisant partie de la liste des best-sellers de John O'London's Weekly. 
The Unlit Lamp, qui suivit, était le premier de ses livres à avoir pour le nom d'auteur simplement Radclyffe Hall.
Il s'ensuivit un autre roman comique, A Saturday Life (1925), puis Adam's Breed (1926) un roman sur un maître d'hôtel italien qui, dégoûté de son travail et même de la nourriture, donne ses biens et vit comme un ermite dans la forêt. Les thèmes mystiques du livre ont été comparés au Siddhartha d'Hermann Hesse. Il se vendit bien, fut acclamé par la critique, et remporta le Prix Femina et le Prix James Tait Black, un exploit uniquement réalisé par A Passage to India d'E. M. Forster.

### Le Puits de Solitude
Le travail le plus connu de Hall est Le Puits de Solitude,, le seul de ses huit romans à avoir ouvertement abordé des thèmes lesbiens. Publié en 1928, l'histoire est celle d'une lesbienne masculine qui, comme Hall elle-même, s'identifie comme une « invertie ». L’histoire suit la protagoniste Stephen Gordon de son enfance en Angleterre à son séjour parisien où elle devient une écrivaine célèbre.
Bien que Le Puits de Solitude ne soit pas sexuellement explicite, il a néanmoins fait l'objet d'un procès d'obscénité au Royaume-Uni, ce qui entraîna la destruction de tous les exemplaires du roman. Les États-Unis autorisèrent sa publication seulement après une longue bataille judiciaire.
Il est actuellement publié au Royaume-Uni par Virago, et par Anchor Press aux États-Unis. Le Puits de Solitude était 7e sur la liste des 100 meilleurs romans lesbiens et homosexuels compilés par Publishing Triangle en 1999.

### Romans ultérieurs
Un pamphlet anonyme intitulé The Sink of Solitude fut publié pendant la controverse sur The Well. Bien que ses cibles principales fussent James Douglas, qui avait appelé à la répression de The Well, et le Secrétaire d'état William Joynson-Hicks, qui avait lancé des poursuites judiciaire, il se moquait aussi de Hall et de son livre. L'une des illustrations, qui représentait Hall clouée sur une croix, l’horrifia tellement qu'elle put à peine en parler pendant des années. Son sentiment de culpabilité d'avoir été représentée dans un dessin qu'elle considérait comme blasphématoire guida sans doute son choix d'un sujet religieux pour son roman suivant, The Master of the House.
Sur l'insistance de Hall, The Master of the House fut publié sans quatrième de couverture, ce qui put induire certains acheteurs en erreur en leur faisant croire qu'il s'agissait d'un autre roman sur "l'inversion". Les ventes anticipées furent importantes, et le livre fut classé 1er sur la liste des best-sellers de The Observer, mais reçut de mauvaises critiques dans plusieurs périodiques clés. Les ventes chutèrent rapidement. Aux États-Unis, les critiques traitèrent le livre avec plus de bienveillance, mais peu de temps après la publication, toutes les copies furent saisies - non par la police, mais par les créanciers : l'éditeur américain de Hall avait fait faillite. Houghton Mifflin reprit les droits, mais au moment où le livre put être réédité, sa dynamique de vente s'était perdue.

### The Girls of Radcliff Hall
Le compositeur britannique et bon vivant Gerald Tyrwhitt-Wilson, 14e Baron Berners, écrivit un roman à clef d'une histoire d'écolière intitulé The Girls of Radcliff Halll, dans lequel il se dépeint lui-même ainsi que son cercle d'amis, dont Cecil Beaton et Oliver Messel, en tant qu'écolières lesbiennes dans une école nommée "Radcliff Hall".
Le roman a été écrit sous le pseudonyme d'"Adela Québec" et ne fut publié et distribué qu'en privé; les indiscrétions auxquelles il faisait allusion firent scandale parmi les intimes et les connaissances de Berners, rendant l'ensemble de l'affaire très discuté dans les années 1930.
Cecil Beaton tenta d'en faire détruire tous les exemplaires,,. Le roman disparut ensuite de la circulation, le rendant extrêmement rare. L'histoire est cependant incluse dans les Collected Tales and Fantasies de Berners.

## Œuvre
(novembre 2018).

### Romans
- The Forge (1924)
- The Unlit Lamp (1924) Publié en français sous le titre La Flamme vaincue, traduit par Michel Poirier, Paris, Éditions de la Nouvelle Revue Critique, coll. « Tours d'horizon » no 17, 1935 ; réédition sous le titre Sous influences, trad. remaniée de Michel Poirier, Paris, Éditions Autrement/Littérature, 2009  (ISBN 978-2-7467-1272-0) ; réédition en 2024 chez L'Imaginaire Gallimard, traduction révisée par Noémie Grunenwald  (ISBN 978-2-07-302324-7)
- A Saturday Life (1925)
- Adam's Breed (1926) (Prix James Tait Black) Publié en français sous le titre Fils d'Adam, traduit par Mme Léon Portaz, Lyon, Éditions Optic, 1947
- The Well of Loneliness (1928) Publié en français sous le titre Le Puits de solitude, traduit par Mlle Léo Lack, revue par Radclyffe Hall et Una Lady Troubridge, Paris, Gallimard, 1932 ; réédition, Paris, Gallimard, coll. « Folio » no 1210, 1980 ; réédition, Paris, Gallimard, coll. « L'Imaginaire » no 518, 2005  (ISBN 2-07-077436-8)
- The Master of the House (1932)
- Miss Ogilvy Finds Herself (1934)
- The Sixth Beatitude (1936)

### Recueil de nouvelles
- The Rest Cure (1932) Publié en français sous le titre Cure de repos, traduit par Michel Poirier, Paris, Éditions de la Nouvelle Revue Critique, coll. « Tours d'horizon » no 12, 1934

### Poèmes
- The Forgotten Island (London : Chapman & Hall, 1915)
- Dedicated to Sir Arthur Sullivan (England : s.n., 1894)
- A Sheaf Of Verses : Poems (London : J. And E. Bumpus, 1908)
- Twixt Earth And Stars (London : John And Edward Bumpus Ltd., 1906)
- Poems Of The Past & Present (London : Chapman And Hall, 1910)
- Songs Of Three Counties And Other Poems (London: Chapman & Hall, Ltd. 1913)
- Rhymes and Rhythms (Milan, 1948)

### Lectures complémentaires
- Una Troubridge (1961): The Life and Death of Radclyffe Hall (London: Hammond). 2008, Hesperides Press:  (ISBN 978-1443725422)
- Brittain V. Radclyffe Hall: a case of obscenity? London: Femina, 1968
- Lovat Dickson (1975): Radclyffe Hall at the Well of Loneliness: A Sapphic Chronicle (HarperCollins).  (ISBN 978-0002112352)
- Michael J.N. Baker (1985): Our Three Selves. The Life of Radclyffe Hall (New York: William Morrow).  (ISBN 978-0688043858)
- Sally Cline (1999): Radclyffe Hall: A Woman Called John (Overlook Press).  (ISBN 978-0879518318)
- Diana Souhami (1998): The Trials of Radclyffe Hall (London: Weidenfeld & Nicolson).  (ISBN 978-0297818250)
- Dellamora R. Radclyffe Hall: a life in the writing. Philadelphia: University of Pennsylvania Press, 2011
- Michel Larivière, Dictionnaire historique des homosexuel-le-s célèbres (œuvre écrite), La Musardine, 2017.